# Hendrik van Angoulême

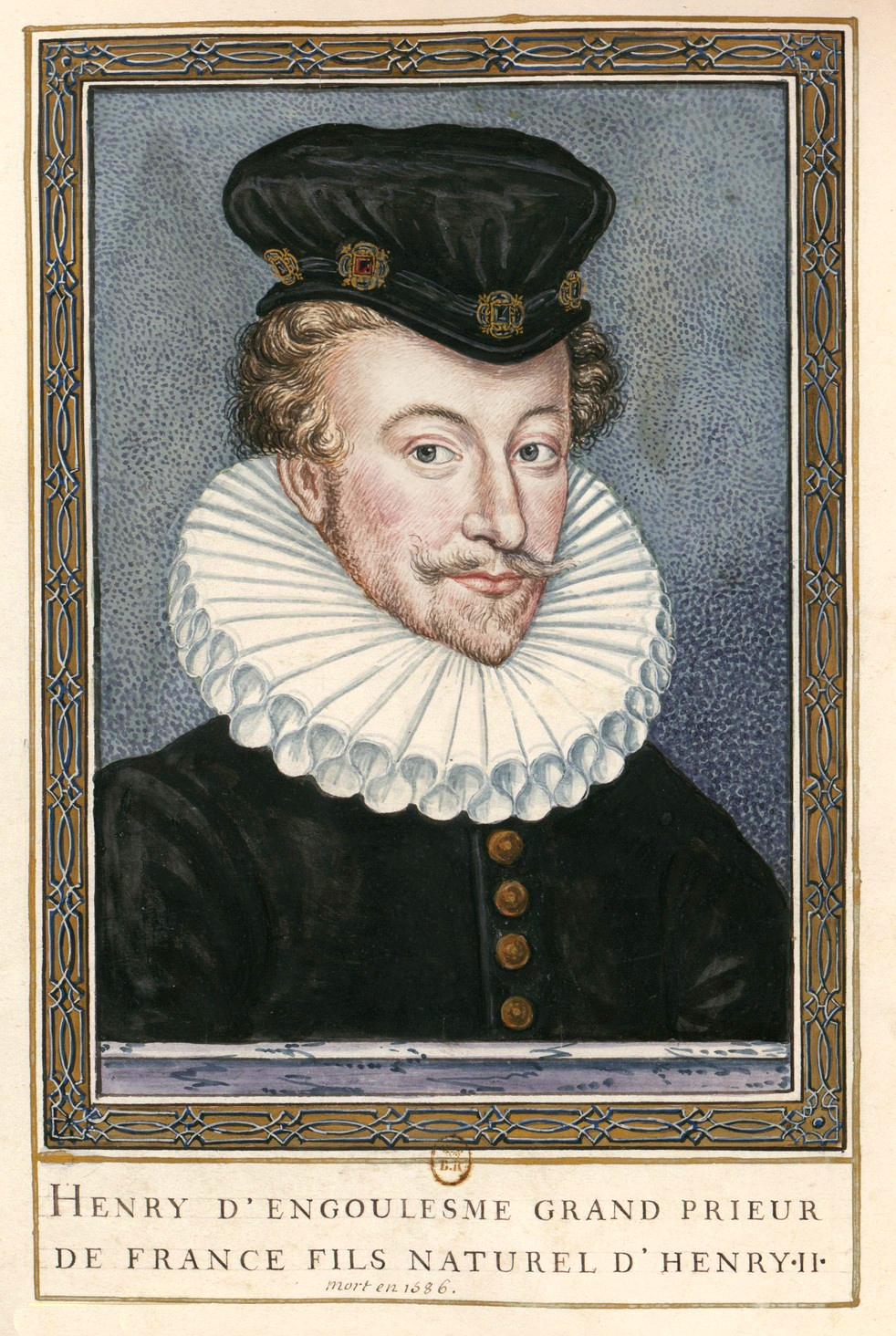
Hendrik van Angoulême

Hendrik van Angoulême, ook Hendrik van Valois, ridder van Angoulême (Aken, 1551 – Aix-en-Provence, 2 juni 1586) was een natuurlijke zoon van koning Hendrik II van Frankrijk. Hij was voorbestemd voor een kerkelijke carrière maar speelde ook een militaire rol in de Hugenotenoorlogen. Hij werd grootprior in de Orde van Malta en gouverneur van Provence.

## Jeugd
Hendrik was een zoon van Hendrik II en diens maîtresse Jane Stuart, die op haar beurt een natuurlijke dochter was van de Schotse koning Jacobus IV. Hij bracht een groot deel van zijn jeugd door in Schotland. Terug in Frankrijk werd hij onder de hoede genomen door Catherina de' Medici die voor hem een kerkelijke carrière voorzag. Hij werd onder de hoede geplaatst van Jean de Morel en kreeg een uitstekende opleiding.

## Kerkelijke carrière
In 1563 werd Hendrik benoemd tot abt van La Chaise-Dieu. Daarnaast probeerde hij zoveel mogelijk inkomsten in commendam te verzamelen. Nadat het duidelijk werd dat een kardinaalshoed niet onmiddellijk mogelijk was, trad Hendrik in 1566 toe tot de Orde van Malta. Hij werd grootprior in die Orde.

## Militair en bestuurder
Hendrik sloot vriendschap met Hendrik I van Montmorency en kwam zo in het kamp van het ultrakatholieke huis Guise terecht tijdens de Hugenotenoorlogen. In 1572 was hij een van de edelen die tijdens de Bartholomeusnacht belast werd met de moord op Gaspard de Coligny. Het jaar erop nam Hendrik deel aan het beleg van het protestantse La Rochelle. Daarna was hij actief in Piëmont. In 1577 werd Hendrik aangesteld als militair commandant in Provence. Hij werd kapitein van de galeien. In 1579 werd hij door zijn halfbroer koning Hendrik III van Frankrijk aangesteld als gouverneur van Provence. Hij bouwde daar een prinselijk hof uit. Hendrik hield zich bezig met poëzie en werd een mecenas voor de kunsten.

## Dood
Hendrik kwam om het leven na een duel met Philippe Altoviti, de echtgenoot van Renée de Rieux, de maîtresse van de koning.